# Sele, Gospa Sveta
Sele (nemško Zell) je naselje v Občini Gospa Sveta v Okraju Celovec-dežela na Koroškem v Avstriji.